# Cambaia
Pronunciação
Cambaia (em inglês, Cambay) é uma cidade e município do distrito de Anand, no estado indiano de Guzerate. Outrora um centro mercantil importante, seu porto assoreou com o tempo e o comércio deslocou-se para outras áreas. Cambaia situa-se numa planície aluvial no extremo setentrional do golfo de Cambaia, conhecido pela grande variação de suas marés. Em 2001 tinha 80 439 habitantes.

## Etimologia
O nome possivelmente tem origem no árabe kinbaiâ e este, de idioma indiano. É registrada em português a partir de 1516.
Seu gentílico, "cambaiate", já era registrado em português em 1525. Outros gentílicos para a cidade são "cambaico" e "cambaiense".

## História
A cidade é identificada por alguns estudiosos como a Camanes, de Ptolomeu. É mencionada em 1293 por Marco Polo, que a descreve como um porto movimentado. Com a queda do Império Mogol, Cambaia tornou-se a capital de um Estado independente em cerca de 1730, governada por uma dinastia oriunda dos últimos governadores mogóis do Guzerate. Tomada pelo general Goddard Richards em 1750, depois entregue aos maratas em 1783, este principado foi cedido aos britânicos ao término da segunda guerra anglo-marata, em 1803.